# 蒙德塞修道院

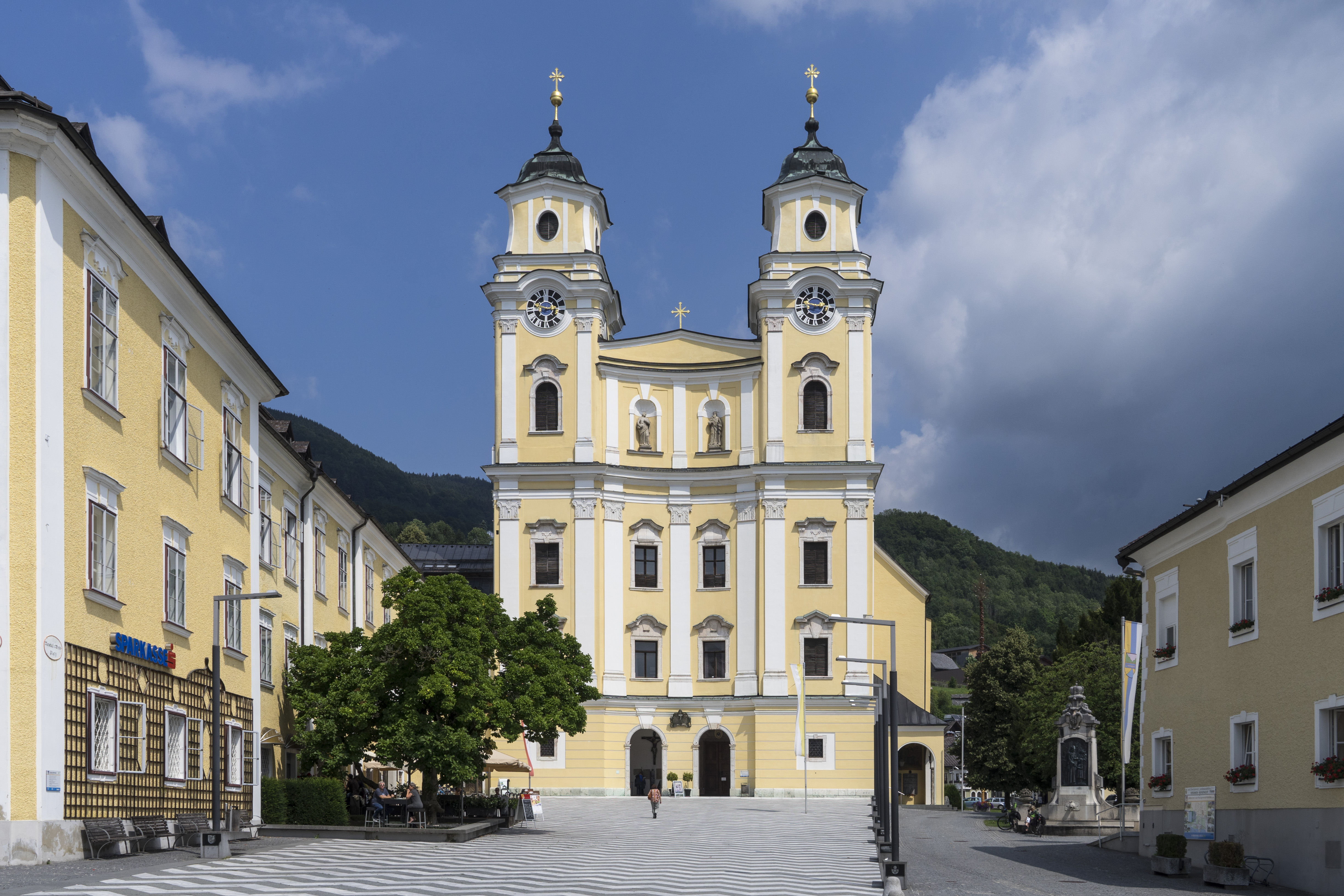

蒙德塞修道院（德語：Kloster Mondsee）是位於奧地利城鎮蒙德塞的一座修道院。蒙德塞修道院始建於748年。1791年，蒙德塞修道院被解散。

## 外部連結
- （德文） Mondseeland website （页面存档备份，存于）

47°51′26″N 13°21′00″E / 47.85722°N 13.35000°E